# Speocyclops rhodopensis
Speocyclops rhodopensis – gatunek widłonoga z rodziny Cyclopidae. Nazwa naukowa tego gatunku skorupiaków została opublikowana w 1992 roku przez bułgarskiego zoologa Iwana S. Pandourskiego.